# موناسترولو کاسوتو
موناسترولو کاسوتو (به ایتالیایی: Monasterolo Casotto) یک کومونه در ایتالیا است که در استان کونیو واقع شده‌است.

## خصوصیات
موناسترولو کاسوتو ۷٫۷ کیلومترمربع مساحت و ۱۲۰ نفر جمعیت دارد.